# Тетеле
Те́теле (латыш. Tetele) — населённый пункт в Елгавском крае Латвии. Входит в состав Ценской волости. находится на правом берегу реки Лиелупе у региональной автодороги P93 (Елгава — Иецава). Расстояние до города Елгавы составляет около 8 км.
По данным на 2015 год, в населённом пункте проживало 335 человек. Главная достопримечательность села — смотровая башня бывшего поместья Тетеле.

## История
В советское время населённый пункт входил в состав Ценского сельсовета Елгавского района. В селе располагался завод строительной керамики «Спартакс». В 2009—2021 гг. в составе ныне упразднённого Озолниекского края.